# Der Krieger und sein Kind
Der Krieger und sein Kind, auch Der Krieger mit seinem Kinde, ist ein Gemälde von Theodor Hildebrandt. Es entstand 1832 in Düsseldorf, wurde schnell populär und gilt als „das erste historistische Genrebild“ der Düsseldorfer Malerschule.

## Beschreibung und Bedeutung
Das Ölbild mit der Höhe von 105 cm und der Breite von 93 cm zeigt einen Vater mit seinem Kleinkind im Interieur einer historischen Wohnung. Nach den Merkmalen von Kleidung, Ausstattungsgegenständen und Architektur ist die Szene in einer deutschen Stadt der Renaissancezeit zu vermuten. Insbesondere deuten darauf hin ein samtener Rock mit weiten Ärmeln, ein Brustpanzer und ein Kettenhemd sowie eine an der Wand hängende Schaller und ein Degen, die ihren Träger als eine Militärperson – „Krieger“ – ausweisen. Ferner zeigen dies die auf der Fensterbank stehende Schnelle an, ein reliefverziertes Trinkgefäß aus Steingut mit Zinndeckel, das im 16. Jahrhundert vor allem im Gebiet des Herzogtums Berg gebräuchlich war, und die Butzenscheiben im Fenster, in deren Glas sich eine historische Stadtansicht spiegelt. Dem Historismus verhaftet platzierte der Maler sein Motiv in die Renaissance und gab Gegenstände dieser Epoche in den Vorstellungen der zeitgenössischen Spätromantik wieder.
Das mit einem weißen Nachthemd bekleidete, blondgelockte, versonnen in den Raum blickende Kleinkind, das der Krieger auf seinem linken Oberschenkel sitzen hat und mit dem linken Arm hält, zupft seinen Vater am Schnurrbart, woraufhin er lächelnd seinen rechten Zeigefinger hebt. Sichtbar wird so eine liebevolle Vater-Kind-Beziehung. Im Kind sahen die zeitgenössischen Betrachter das anmutig Naive im Menschen verkörpert, die „Schöne Seele“, durchaus noch im urbildlichen Sinne des Schillerschen Idealismus, und im Krieger das Ideal des edlen Ritters. In einen christlichen Kontext stellte der Maler diese Ideale durch ein in der Fensterlaibung hängendes Kreuz. Christlicher Ikonografie ist auch die nazarenisch geprägte Darstellung des Kindes in strahlendem Weiß entlehnt. Sie lässt das Motiv eines Christkinds anklingen. Diese Darstellung und das Kreuz erhöhen den Krieger mithin zum Soldaten Christi.
Die Bildwirkung beruht hauptsächlich auf dem anrührenden Gegensatz zwischen dem bärtigen, geharnischten Krieger und dem zarten, verspielten Kleinkind und wird unterstützt durch die der Komposition innewohnenden Hell-Dunkel-Kontraste, die wirkungsvolle Lichtführung, die malerische Behandlung des Stofflichen und den Detailrealismus des feinmalerisch ausgeführten Gemäldes.

## Entstehung und Provenienz
Theodor Hildebrandt, der Maler des Bildes, war Meisterschüler des Porträtmalers Wilhelm Schadow, dem er nach dessen Berufung als Direktor der Kunstakademie Düsseldorf im Jahr 1826 von Berlin an den Rhein gefolgt war. Auf einer Studienreise, die Schadow und Hildebrandt 1829 nach Antwerpen und Paris unternahmen, lernten sie die Malerei des belgischen Realismus und ihren Vertreter Gustave Wappers persönlich kennen. Als Folge der Auseinandersetzung mit belgischen und französischen Vorbildern führte Hildebrandt, ab 1832 Hilfslehrer der Düsseldorfer Akademie, das „belgische Kolorit“, den Detailrealismus und eine Vorliebe für den dramatischen Effekt in die Düsseldorfer Malerei ein. In seinem 1835 geschaffenen Meisterwerk Die Ermordung der Söhne Eduards IV. feierte er damit seinen künstlerischen Durchbruch.

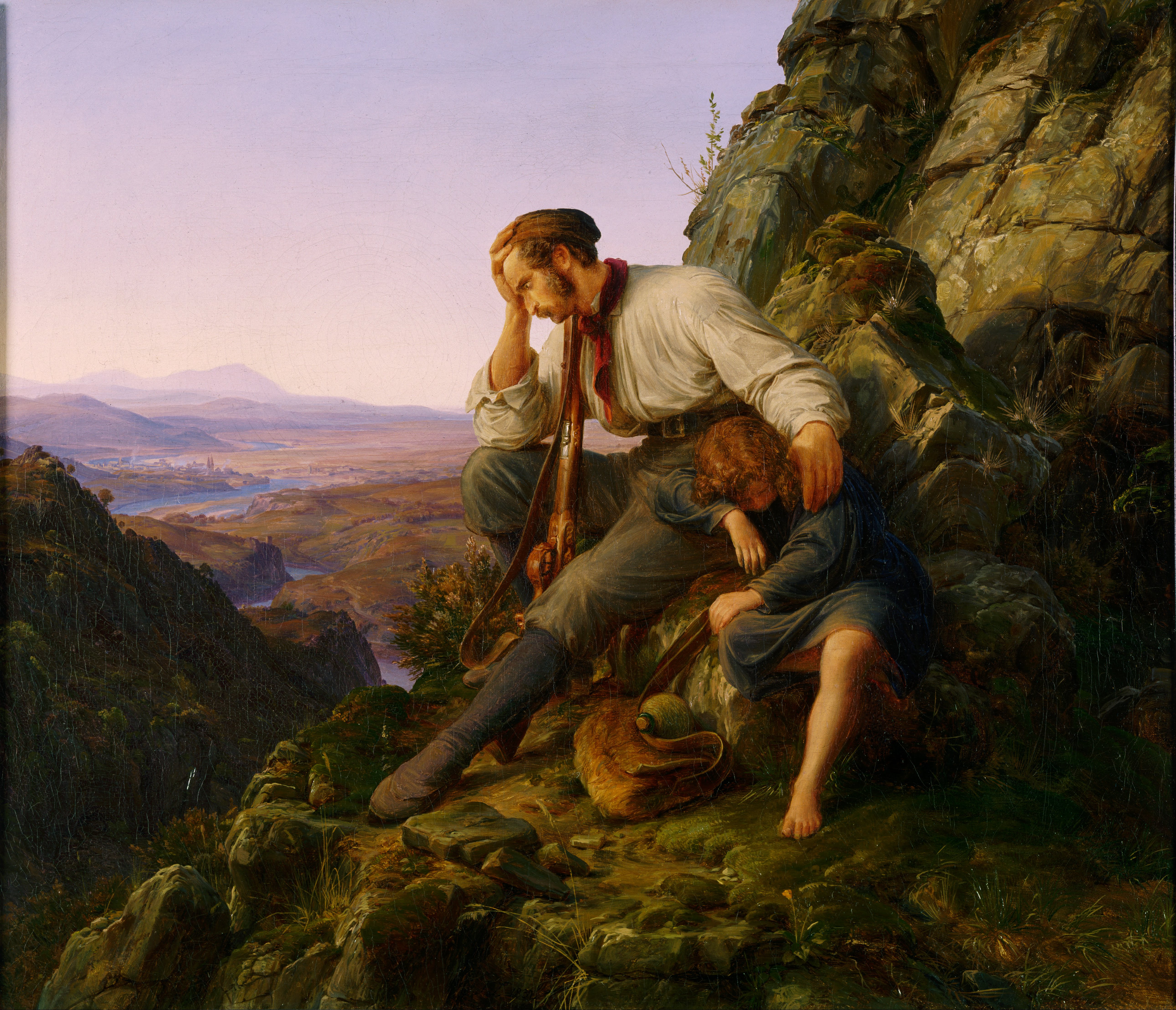
Der Räuber und sein Kind, Gemälde von Carl Friedrich Lessing, 1832

Etwa zeitgleich befasste sich in Düsseldorf der Maler Carl Friedrich Lessing bei dem Gemälde Der Räuber und sein Kind ebenfalls mit dem Thema der Vater-Kind-Beziehung, hier jedoch konträr in der Darstellung prekärer Lebensumstände. Auch dieses Gemälde markiert jenen neuen Zug der Düsseldorfer Malerei: Zunehmend gewann sie Unabhängigkeit von literarischen Stoffen und tendierte ins Volkstümliche und Genrehafte.
Für die Figur des Kriegers saß dem Maler der befreundete Rittmeister Ferdinand von Sydow Modell, damals Chef einer Eskadron des in Düsseldorf stationierten Westfälischen Ulanen-Regiments Nr. 5. Dessen Ehefrau Johanna, geborene Groschke (1810–1872), war eine Schwägerin Schadows.
Kurz nach Fertigstellung erwarb der Berliner Sammler Joachim Heinrich Wilhelm Wagener das Bild. Nach dessen Tod gelangte es 1861 über die Schenkung der Sammlung in königlichen Besitz. Sie bildete so einen Grundstock für die ab 1862 geplante Alte Nationalgalerie. Zeitweise wurde das Bild später als Leihgabe dem Museum Kunstpalast in Düsseldorf zur Verfügung gestellt. 2017 war es in einer Ausstellung in der Reithalle von Schloss Neuhaus in Paderborn zu sehen.

## Rezeption und Nachwirkungen

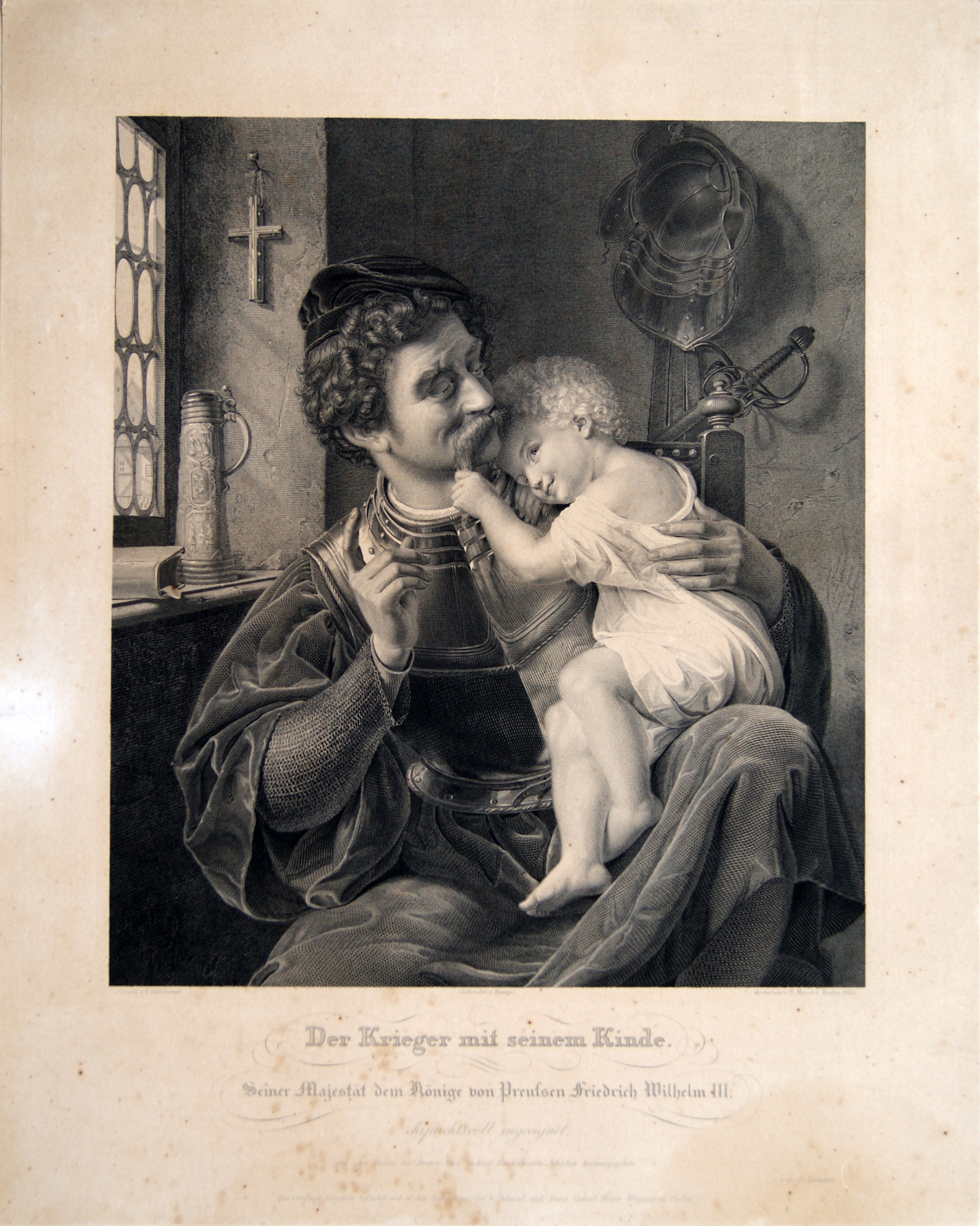
Der Krieger mit seinem Kinde, Kupferstich von Eduard Mandel, 1835

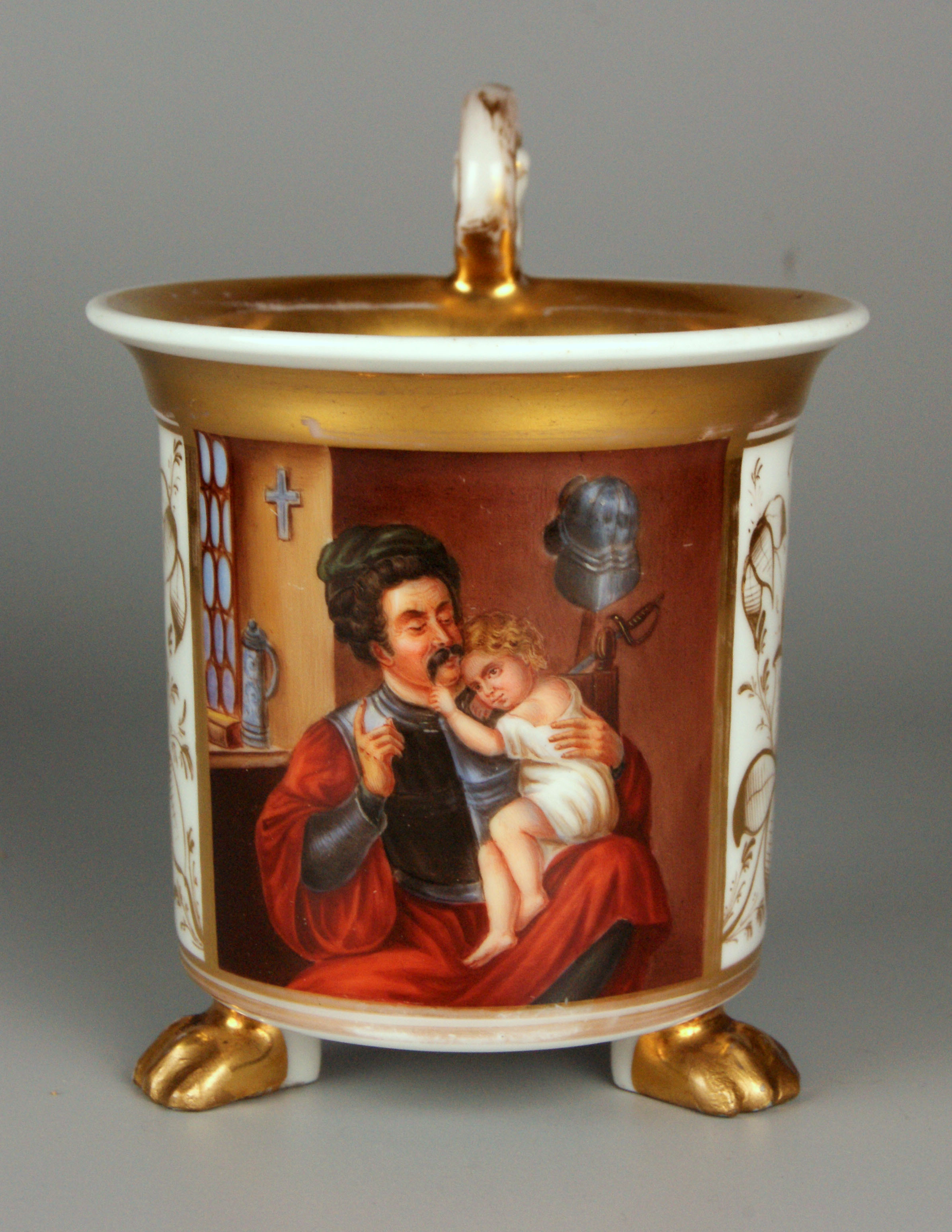
Der Krieger und sein Kind, Porzellanmalerei der Porzellanfabrik Nathusius

Das Gemälde wurde rasch populär und als „sinnliche Fülle des Lebens“ gepriesen. Ab 1835 fand es Verbreitung über einen Kupferstich von Eduard Mandel. Außerdem ließ die Porzellanfabrik Nathusius das beliebte Motiv auf Tassen darstellen. Vom Dichterjuristen Theodor Amelang erschien 1844 das Gedicht Der Krieger mit seinem Kinde:
„Darfst du mich am Barte zupfen,
Kleiner schelmischer Patron?
Andre Vögel würd’ ich rupfen,
Aber dir verzeih’ ich’s schon.“
Ein Gegenbild zu einer romantisierenden Auffassung des Krieger- und Rittertums schuf der Düsseldorfer Maler Adolph Schroedter um 1834 mit dem Gemälde Don Quijote in der Studierstube lesend.